# Bahía Colonet
Punta Colonet (Ja’ Tay Juwaat U’ en kiliwa), al norte de San Quintín, Baja California, es una de las áreas agrícolas más productivas en la Península de Baja California de México. Su proximidad a la Carretera Federal 1 mexicana 1 y los Estados Unidos ha estimulado el crecimiento de una gran agricultura comercial en el área. Punta Colonet es un área hermosa, sin sobrexplotar, donde los huertos y granjas llegan a la costa. Parece que la punta, la ciudad cercana, la bahía, y el cabo deben su nombre al Capitán James Colnett, un capitán británico que exploró esta sección de la costa del Pacífico a finales del siglo XVIII. En los últimos cinco años ha habido un crecimiento enorme de la región.